# محمدرضا قدیری
محمدرضا قدیری شیمی‌دان ایرانی-آمریکایی است که بر روی دانش و فناوری نانو مطالعه می‌کند.
قدیری در سال ۱۹۸۷ مدرک دکترای خود را از دانشگاه ویسکانسین-مدیسن دریافت کرده و در حال حاضر به عنوان استاد شیمی در موسسه پژوهشی اسکریپس مشغول می باشد.